# 山梨師範学校
山梨師範学校 （やまなししはんがっこう） は第二次世界大戦中の1943年 （昭和18年） に、山梨県に設置された師範学校である。本項は、山梨県師範学校・山梨県女子師範学校などの前身諸校を含めて記述する。

## 概要
- 山梨県師範学校・山梨県女子師範学校の統合・官立移管により設置され、男子部・女子部を置いた。
- 江戸幕府の学問所の一つであった、甲府学問所 （のちに徽典館と命名） を起源とする。起源を同じくする学校に山梨県立甲府第一高等学校がある。
- 第二次世界大戦後の学制改革で新制山梨大学学芸学部 （現・教育人間科学部） の前身の一つとなった。
- 同窓会は 「徽典会」 と称し、旧制 （山梨師範・山梨青師）・新制 （山梨大学学芸学部・教育学部・教育人間科学部） 合同の会である。

## 沿革

### 廃藩置県以前

#### 甲府学問所、旧・徽典館

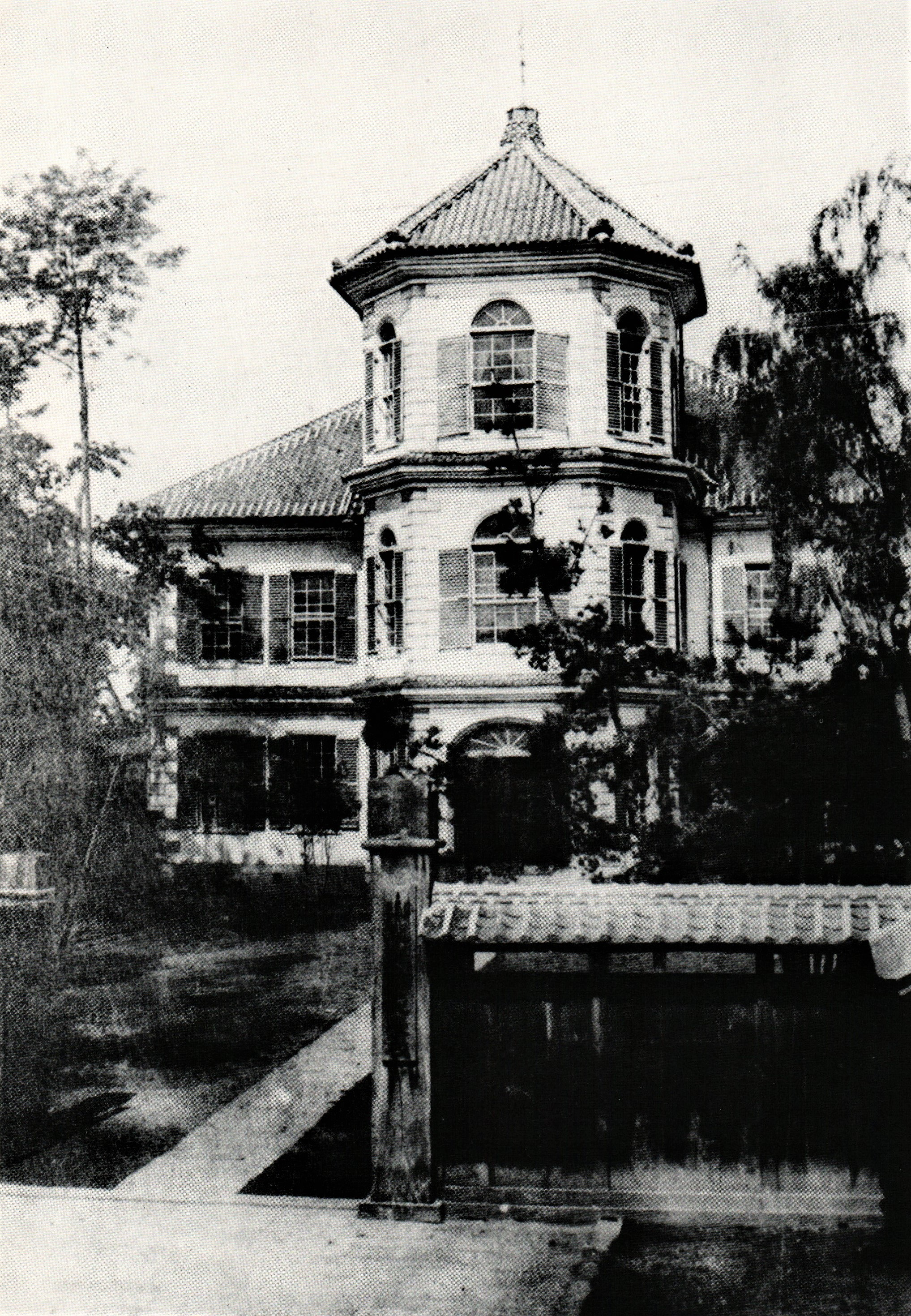
徽典館

1872年 （明治5年） までの年月は旧暦による。
- 1795年（寛政7年）： 甲府城内に甲府学問所設置。
  - 江戸幕府により、武家子弟・農工商有志に漢学を教授する目的で開設された。江戸・昌平黌の分校。
- 1803年（享和3年）： 追手門南三町 （現・甲府市丸の内1丁目） に移転。
- 1805年（文化2年）： 大学頭 林衡によって徽典館と命名。
  - 『書経』 舜典の 「慎徽五典」 （慎みて五典を徽［よ］くす） が出典。五典とは、(1) 父子の親　(2) 君臣の義　(3) 夫婦の別　(4) 長幼の序　(5) 朋友の信、すなわち人倫 （人の道） のことと解釈されている。
- 1843年（天保14年）： 校舎改築。江戸城紅葉山文庫・昌平黌の一部図書を移収。
  - 「重新徽典館碑」 はこのころの作。
- 1868年（慶応4年）3月： 甲府開城により一時休講。
- 1868年7月： 再開。

### 山梨県立期

#### 旧・徽典館、開智学校
- 1872年（明治5年）9月： 学則改正。教授内容を漢学から英学・洋算中心に変更。
- 1873年5月： 旧・徽典館を開智学校と改称。

#### 師範講習学校、旧・山梨県師範学校
- 1874年3月4日： 開智学校を師範講習学校と改称。
  - 教員講習 （20日課程） を実施。
- 1874年9月： 校舎老朽化のため甲府 愛宕町の長禅寺に移転。
- 1875年3月15日： 師範講習学校を山梨県師範学校と改称。
  - 修業年限2年。8月6日、第1回入学式。
- 1875年6月： 甲府 金手町 （現・城東） の尊体寺に移転。
- 1876年7月： 甲府 錦町 （現・中央1丁目の中央公園） の新校舎に移転。
- 1877年7月17日： 中学予備学科を設置。
- 1878年9月25日： 附属女子師範学校開校 （14歳-20歳対象）。
- 1880年9月13日： 中学予備学科を山梨県中学校と改称 （10月23日開校）。
  - のちの山梨県立甲府第一高等学校。
- 1881年7月1日： 附属女子師範学校を附属山梨女学校と改称。
  - 女子小学師範科・女子高等普通学科を設置。

#### 山梨学校、徽典館

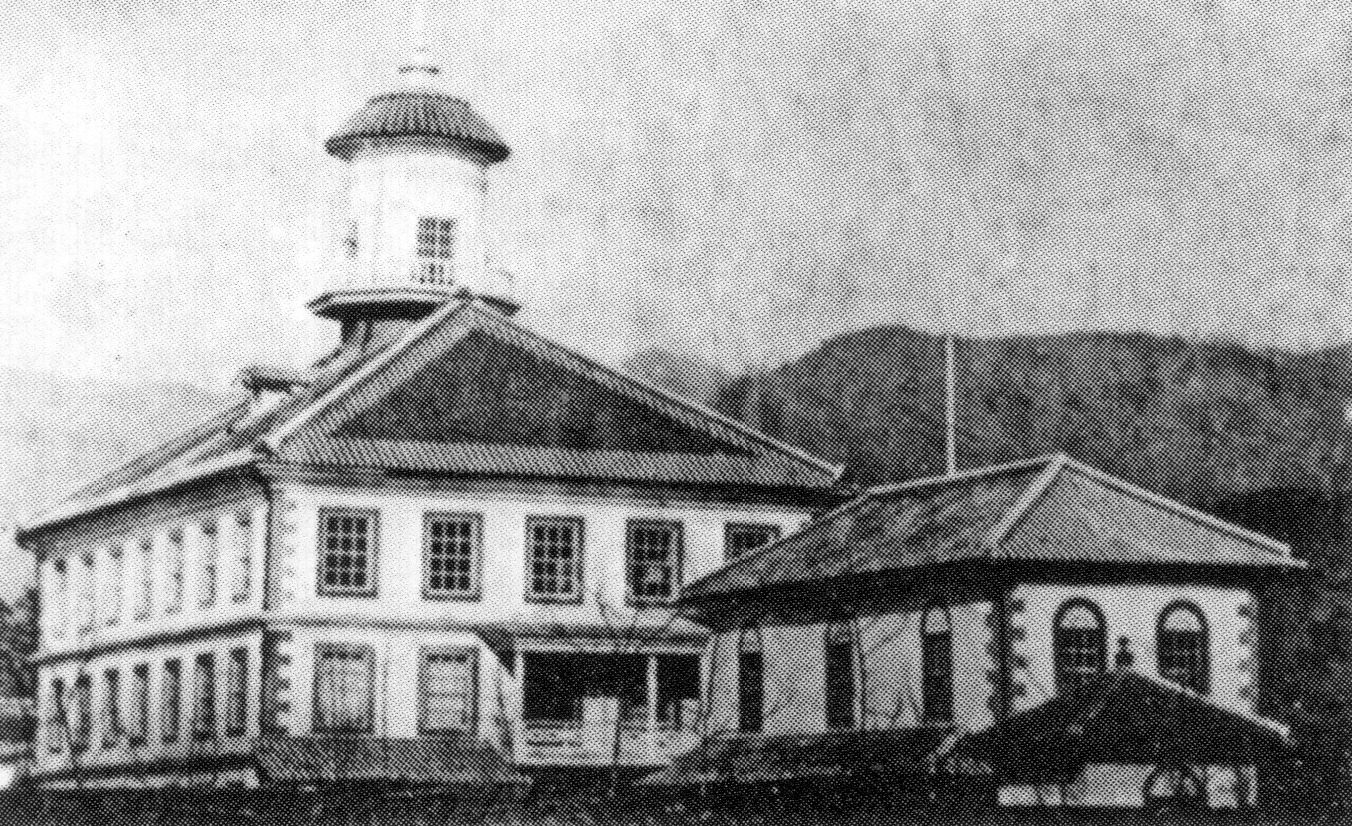
1884年から1910年まで使用された校舎

- 1881年8月23日： 師範学校・中学校が合併し、山梨学校と改称。
  - 師範科・中学科を設置。
- 1881年12月： 県立病院 （甲府 錦町） 内医学校を吸収し、医学科を設置。
- 1882年2月： 山梨学校師範学科が師範学校教則大綱に準拠。
  - 師範学科に初等科 （1年）・中等科 （2.5年）・高等科 （4年） を設置。
- 1882年10月7日： 徽典館と改称。
  - 師範学科・初等中学科を設置。漢学専修科 （漢学科、2年制） を増設。
- 1883年1月29日： 校舎焼失。江戸時代からの書籍の大半を失う。
- 1883年6月： 徽典館医学科、県立病院内に復帰。
- 1884年9月： 新校舎竣工。
- 1886年4月： 附属山梨女学校 （徽典館女教場） の女子高等普通科を廃止。
  - 女子師範学科のみ存続。

#### 山梨県尋常師範学校
- 1886年12月11日： 師範学校令により徽典館師範学科を山梨県尋常師範学校と改称。
  - 本科4年制。徽典館初等中学科は1887年4月、山梨県尋常中学校として分離。

#### 山梨県師範学校

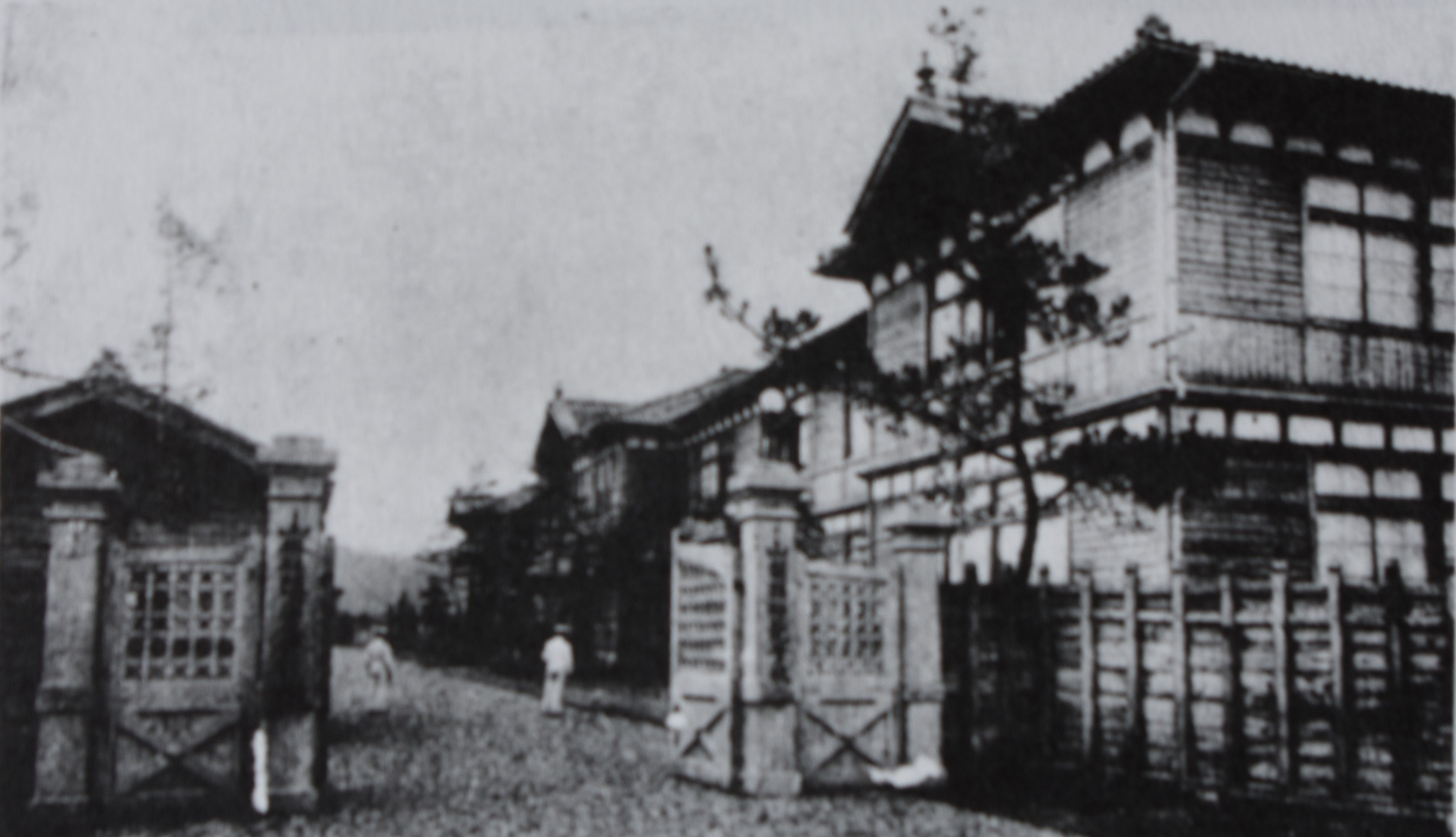
明治時代末頃の「山梨県師範学校」

- 1898年4月： 師範教育令により山梨県師範学校と改称。
- 1908年3月： 学則改正。
  - 本科第一部 （4年制）・本科第二部 （1年制、中学卒対象。1910年開設）・予備科 （1年制、高小卒対象。1910年廃止） を設置。
- 1910年3月： 西山梨郡相川村字昌永 （現・甲府市武田、山梨大学教育人間科学部所在地） の新校舎に移転。
- 1914年11月24日： 本館ほかを焼失。書籍類をすべて失う。
- 1916年1月： 新校舎完成。
- 1921年3月： 研究科 （1年制） を設置。
- 1923年4月： 予備科 （1年制） を再設置。
- 1924年4月： 女子部を分離し、山梨県女子師範学校設立。
- 1925年4月： 予備科を廃止し、本科第一部を 5年制に変更。研究科を専攻科と改称。
- 1927年： 「水晶館」 を設置。
  - 1920年に百瀬康吉から寄附された水晶コレクションを展示。
- 1931年1月： 本科第二部を 2年制に延長。

#### 山梨県女子師範学校
- 1924年4月： 山梨県師範学校女子部を改組し、山梨県女子師範学校設立。
- 1924年10月： 東山梨郡加納岩村（現・山梨市上神内川）に移転。
  - 山梨県立山梨高等女学校を併設（現・山梨県立山梨高等学校）。
- 1925年4月： 本科第一部を 5年制に変更。
- 1931年1月： 本科第二部を 2年制に延長。

### 官立期

#### 山梨師範学校
- 1943年4月1日： 山梨県師範学校・山梨県女子師範学校を統合し、官立山梨師範学校設置。
  - 旧山梨県師範学校校舎に男子部、旧山梨県女子師範学校校舎に女子部を設置。
- 1944年： 女子部に学校工場設置 （被服製造 山一工場）。
- 1944年末： 男子部に軍医学校等が疎開。
- 1945年4月： 女子部に東洋通信機疎開工場を設置。
- 1945年7月6日： 甲府空襲で男子部校舎焼失。
  - 附属国民学校の一部のみ残存。
- 1945年12月： 男子部、旧陸軍六三部隊跡に移転。
- 1946年12月： 男子部新校舎着工。
- 1947年6月： 男子部、新校舎に移転。
- 1949年5月31日： 新制山梨大学発足。
  - 山梨師範学校は青師と共に学芸学部の母体として包括された。
  - 女子部校舎は加納岩分校 （1952年廃止） となり、2年課程が置かれた。
- 1951年3月： 旧制山梨師範学校、廃止。

## 歴代校長
山梨県師範学校（前身諸校を含む）
- 金子尚政：1876年10月 - 1877年3月
- 綿引泰：1877年3月 - 1881年2月（心得）
- 阪根正夫：1881年8月20日 - 1881年11月（山梨学校長心得）[2]
- 広瀬範治：1882年2月 - 1884年4月
- 吉田義静：1887年3月24日 - 1887年5月14日[3]
- 井手今滋：1887年5月31日[4] - 1889年12月24日
- 長倉雄平：1889年12月24日 - 1892年4月1日[5]
- 生駒恭人：1892年4月1日[5] - 1894年6月16日
- 亀井義六：1894年6月 - 1894年8月（事務取扱）
- 小野恒剛：1894年8月20日 - 1900年6月21日
- 太田秀穂：1900年6月21日 - 1905年1月10日
- 安藤喜一郎：1905年1月10日 - 1905年5月25日
- 森山辰之助：1905年6月1日 - 1910年6月17日
- 西村光弥：1910年6月17日 - 1915年7月26日
- 浜幸次郎：1915年7月26日 - 1919年9月
- 鈴木利平：1919年9月 - 1932年4月
- 太田章一：1932年4月 - 1939年3月
- 真野常雄：1939年3月 - 1943年3月

山梨県女子師範学校
- 久米卯之彦：1924年 - 1935年
- 小畑善吉：1935年 - 1942年
- 川上喜市：1942年 - 1943年

官立山梨師範学校
- 府瀬川熊司：1943年4月1日[6] - 1945年11月24日[7]
- 杉山隆二：1945年11月24日[7] - 1950年
  - 新制山梨大学学芸学部 初代学部長

## 校地の変遷と継承
山梨師範学校男子部
前身の山梨県師範学校から引き継いだ甲府市古府中町2282番地 （旧・相川村字昌永、現・甲府市武田4丁目） の校地を使用した。1945年7月の甲府空襲で校舎を焼失し、同年9月の授業再開時は、焼け残った附属国民学校の一部建物を使用した。同年12月、市内古府中町 （現・北新） の旧陸軍六三部隊兵舎跡に移転したが、1947年6月、元の男子部校地に竣工した新校舎に復帰した。同校地は後身の新制山梨大学学芸学部 （現・教育人間科学部） に継承され、現在に至っている。
山梨師範学校女子部
前身の山梨県女子師範学校から引き継いだ加納岩村 （現・山梨市上神内川） の校地を使用した。同校地は後身の新制山梨大学学芸学部に継承され加納岩分校 （2年課程を設置） となったが、1952年4月に 2年課程は甲府の学芸学部本校に統合され、加納岩分校は廃止された （西隣にあった附属幼稚園のみは1962年3月まで加納岩に残った）。旧・加納岩校地は元併設校の山梨県立山梨高等学校 （旧・山梨県立高等女学校） に引き継がれて現在に至っている。

## 著名な出身者
- 伊藤生更（歌人）
- 日向誉夫 （教育者）
- 古屋かのえ（看護学者）
- 小林信一（衆議院議員）

## 関連書籍
- 学芸学部沿革史編集委員会（編）　『山梨大学学芸学部沿革史』　山梨大学学芸学部、1964年。

## 活地図[8]
1884年（明治17年）に師範学校が再建された際には、校舎裏の池に「活地図」が作られた。これは開館後の10月2日にアメリカから理科用器械が寄付されると、実験・実測ための教材として作られた日本列島の縮小模型。スイスの教育者であるヨハン・ハインリヒ・ペスタロッチの提唱した開発主義（実物教授）の理論に基づき、事物に基づいた感覚を重視した教育を取り入れ、その指導法を身に付ける意図で導入された。
「活地図」は3年がかりで1880年（明治13年）に作成されていたもの。2500坪の土地に盛土で日本列島を形作り、木々を受けて河川には石を並べ、琵琶湖には実際に水を溜めた。さらに火山の下では火を燃やして煙を出す趣向も作られ、周囲には濁川から水を引き、小舟を浮かばせた。